# Uranio empobrecido
Se llama uranio empobrecido a aquel que contiene una fracción de isótopo U-235 inferior a la natural (0,71 %). La mayor parte tiene su origen en el proceso de enriquecimiento siendo un subproducto del mismo

## Producción y disponibilidad
El uranio empobrecido procede en su mayor parte del enriquecimiento del que es un subproducto
El uranio natural se compone de tres isótopos: el U-238, que es la mayor parte de la masa (99,28 %); el U-235 (0,71 %), y el U-234 (0,0054 %). El uranio natural se enriquece (es decir, concentra) en U-235 para su uso en aplicaciones militares (propulsión nuclear y armas nucleares) y en la mayor parte de las aplicaciones civiles (propulsión nuclear, generadores termoeléctricos y reactores nucleares de producción eléctrica). El residuo del proceso de enriquecimiento, consistente sobre todo en U-238, es lo que se denomina uranio empobrecido. Su composición depende del grado de enriquecimiento, siendo unos valores finales típicos 99,8 % U-238; 0,2 % U-235 y 0,001 % U-234. El uranio empobrecido contiene solo de un 0,2 % a un 0,4 % de U-235, el restante es concentrado en el uranio enriquecido. Dado que los isótopos U-235 y U-234 son también radiactivos, el uranio empobrecido es aún menos radiactivo que el uranio natural.
El uranio enriquecido utilizado en los reactores nucleares de fisión pierde al cabo de un cierto tiempo su capacidad de generar energía porque el U-235 se consume, generándose otros átomos como plutonio (muy radiotóxico), neptunio, americio y tecnecio así como el isótopo artificial del uranio (U-236 también radiotóxico). Entonces se extrae el «combustible» del reactor y, según los países, se almacena como desecho o se reprocesa, aumentando en este último proceso la concentración de U-235 de nuevo. Uno de los desechos del proceso de reprocesamiento es, de nuevo, uranio empobrecido. En este caso, además de U-238 y U-235 el material contiene trazas de plutonio y U-236, lo cual aumenta ligeramente su radiactividad. Los países que utilizan el reproceso de combustible nuclear son en la actualidad Estados Unidos, Gran Bretaña, Japón y Francia.
La mayor parte del uranio empobrecido producido se guarda en forma de hexafluoruro de uranio (UF6) en cilindros de acero de 12,7 toneladas de capacidad que se almacenan cerca de las plantas de enriquecimiento. Debido a los riesgos ligados al almacenamiento como UF6, el gobierno estadounidense ha iniciado la transformación de su inventario de UF6 en uranio metálico, más seguro y con aplicaciones potenciales.
Inventario Mundial de Uranio Empobrecido
| País           | Organización | Toneladas almacenadas | Fecha |
| -------------- | ------------ | --------------------- | ----- |
| Rusia          | FAEA         | 709 000               | 2003  |
| Estados Unidos | DOE          | 480 000               | 2002  |
| Francia        | COGEMA       | 190 000               | 2001  |
| Reino Unido    | BNFL         | 30 000                | 2001  |
| Alemania       | URENCO       | 16 000                | 1999  |
| Japón          | JNFL         | 10 000                | 2001  |
| China          | CNNC         | 2000                  | 2000  |
| Corea del Sur  | KAERI        | 200                   | 2002  |
| Sudáfrica      | NECSA        | 83                    | 2001  |
| TOTAL          |              | 1 720 000             | 2003  |
 Fuente: WISE Uranium Project
El almacenamiento de estas ingentes cantidades de uranio empobrecido cuesta dinero mientras que su conversión de UF6 a metal es relativamente económica. Por ello los gobiernos de los países citados en la tabla fomentan el uso del uranio empobrecido y lo venden como metal a bajo precio.

## Propiedades y aplicaciones
El metal de uranio empobrecido tiene una densidad extremadamente alta (19 kg/L), algo mayor que la del uranio natural y mucho mayor que la del plomo. Esta característica lo hace interesante para ciertas aplicaciones civiles y militares.

### Aplicaciones militares

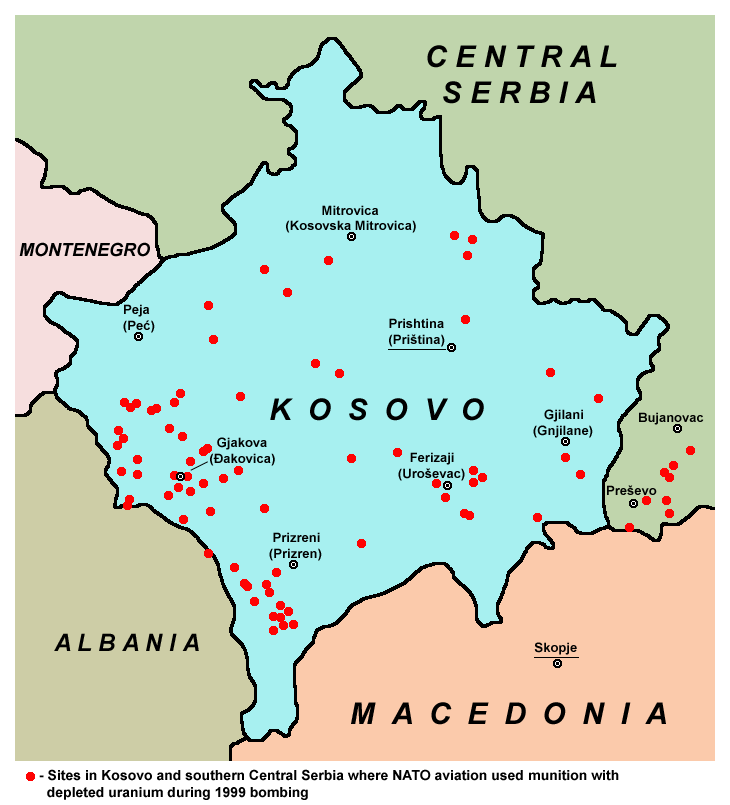
Mapa de Kosovo y el sur de Serbia central con los bombardeos de la OTAN en que se utilizó uranio empobrecido en 1999.

El principio de la munición antiblindaje consiste en impulsar un núcleo metálico denso a alta velocidad para así concentrar un máximo de energía cinética en el punto de impacto. Los dos metales utilizados en esta aplicación son el tungsteno y una aleación de uranio empobrecido y titanio llamada Staballoy. Aunque el wolframio es ligeramente más denso, el uranio empobrecido tiene dos ventajas. En primer lugar, su fractura en el impacto genera fragmentos afilados, que penetran mejor el blindaje. En segundo lugar, es pirofórico, es decir, se inflama espontáneamente al contacto con el aire por encima de cierta temperatura (típicamente 600 °C). Así, cuando un proyectil de uranio empobrecido alcanza un blanco no sólo penetra el blindaje sino que además se inflama al llegar al interior del vehículo, incinerando a la tripulación o desatando la explosión del combustible o las municiones.
Se cree que entre 17 y 20 países incluyen o fabrican munición cuyos núcleos poseen como principal componente ojivas de uranio empobrecido en su arsenal aunque solamente los EE. UU. y el Reino Unido han admitido haberlas usado, en particular en los conflictos de Bosnia (1995), Kosovo (1998) e Irak (1991 y 2003).
La alta densidad del uranio empobrecido también lo hace adecuado para incorporarlo a blindajes de carros de combate. Se cree que el M1 Abrams estadounidense es un ejemplo de este uso.
Existe una controversia sobre si las armas a base de uranio empobrecido deberían ser prohibidas por las convenciones internacionales. El argumento de sus detractores es que el uranio se pulveriza en la explosión, formando nubes de partículas ligeramente radiactivas que contaminan amplios territorios. En 2001 la ONU averiguó que, contrariamente a lo asumido anteriormente, la munición de uranio empobrecido estadounidense contiene plutonio y proviene por tanto de plantas de reprocesamiento, no de enriquecimiento, por lo cual su radiactividad es más alta de lo que se creía. El ejército estadounidense lo admitió y lanzó medidas para corregirlo.

### Aplicaciones civiles
Por su alta densidad el uranio empobrecido se utiliza en la fabricación de:
- Contrapesos en estabilizadores para aviones, estabilizadores de satélites artificiales y lastres de buques
- Contrapesos para giróscopos o perforadoras
- Blindajes para las fuentes radiactivas utilizadas en medicina y en la industria

También se ha utilizado en el pasado para hacer esmaltes y vidrios de colores. Estos usos han sido abandonados en las últimas décadas por la preocupación sobre los efectos del uranio sobre la salud.

## Riesgos para la salud
El uranio empobrecido tiene una radiactividad baja (vida media comparable a la edad de la Tierra), aproximadamente un 60 % de la del uranio natural. Pero, como el uranio natural, posee riesgos toxicológicos debido a su comportamiento como metal pesado en el organismo

### Riesgos toxicológicos
El uranio posee riesgos químicos debido a su comportamiento como metal pesado en el organismo. Debido a eso puede causar trastornos renales y en la sangre del mismo modo que el plomo o el mercurio e incluso ciertas enfermedades a largo plazo (puede provocar cáncer si es ingerido como parte de la dieta o inhalado).
Los límites de incorporación de uranio empobrecido en forma química soluble en el organismo, fijados por razones toxicológicas, son de 0,5 microgramos por kilo de peso corporal, que traducido para un adulto normal son:
- Por inhalación: una concentración en aire de 1 microgramo por m³.

- Por ingestión: 11 miligramos al año ingeridos.

Si la forma química en la que se encuentra el uranio es insoluble esos límites son 10 veces mayores.
El tratamiento debido a una intoxicación (ingestión muy superior a esos límites) de uranio empobrecido sólo debe hacerse en hospitales especializados y consiste en una transfusión intravenosa lenta de bicarbonato sódico al 1,4 % isotónico para incrementar la excreción vía orina y heces del uranio.
En noviembre de 2006 un equipo francés de investigación anunció que incluso dosis muy pequeñas de uranio empobrecido pueden tener efectos sobre el organismo, en particular efectos cognitivos. Maâmar Souidi y sus colaboradores alimentaron por vía oral pequeñas dosis de uranio a ratas y constataron que el metal se acumulaba en el cerebro, algo nunca observado hasta la fecha y para lo que nadie tiene aún explicación . Esto tuvo como consecuencia en las ratas una disminución de la memoria a corto plazo, un aumento del estrés y un aumento de la duración del sueño paradójico. No se sabe aún si estos resultados son extrapolables al hombre.

### Riesgos radiológicos
Si el uranio empobrecido se encuentra en forma de gas o de polvo y penetra en los pulmones entonces su radiactividad sí puede ser nociva por actuar en el interior mismo del cuerpo, pudiendo generar cáncer. Los efecto radiológicos son controvertidos pero pequeños comparados con las consecuencias reales generadas por el calor que producen al penetrar en recintos cerrados.
La OMS recomienda realizar una descontaminación de las zonas de impacto de munición de uranio empobrecido después de un conflicto si queda sobre el terreno un número importante de proyectiles. Mientras se realiza la limpieza, puede ser aconsejable acordonar la zona, sobre todo si los niños tienen acceso a ella.